# Manifestations de Dongzhou
Les manifestations de Dongzhou se sont déroulées en décembre 2005 dans le bourg de Dongzhou 东洲, à Shanwei 汕尾 dans la province du Guangdong en Chine. 
Le 6 décembre 2005, la police ouvre le feu sur des paysans expropriés pour construire un parc d'éoliennes, causant au moins trois morts. C'est la première fois que la police tire sur des civils depuis les événements de Tiananmen en 1989. Le 11 décembre, l'administration chinoise renvoie le chef de la police locale pour sa mauvaise gestion de la situation. 
Il est strictement interdit aux médias chinois de transmettre des informations sur cet événement.